# 레셈사우루스
레셈사우루스는 지구에 가장 거대한 용각류 초식 공룡중에 하나다. 거의9m 길이의 용각류로 발달하면서 공룡들은 점차 거대해지기 시작하였다. 용각류의 몸은 길어진 목과 꼬리를 비롯해 많은 변화를 거치게 되었다. 우리는 어떤 공룡이 가장 초기 공룡인지 알 수 없지만,레셈사우루스의 뼈들은 지금까지 것 중에서 가장 초기에 속한다.